# Liste von Persönlichkeiten aus Comano
Diese Liste enthält in Comano geborene Persönlichkeiten und solche, die in Comano ihren Wirkungskreis hatten, ohne dort geboren zu sein. Die Liste erhebt keinen Anspruch auf Vollständigkeit.

## Persönlichkeiten
(Sortierung nach Geburtsjahr)

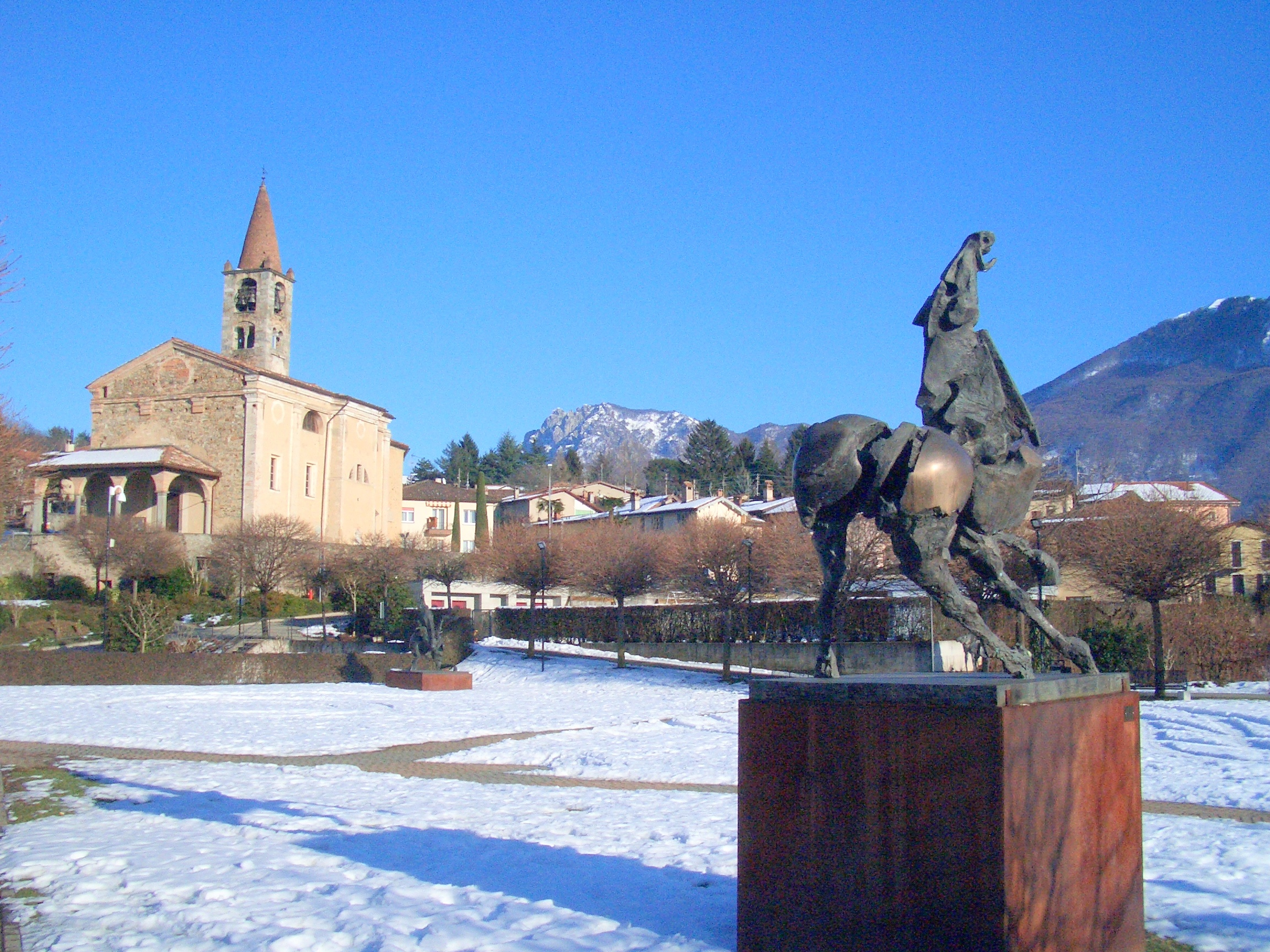
Nag Arnoldi: Skulptur mit Pfarrkirche von Comano im Hintergrund

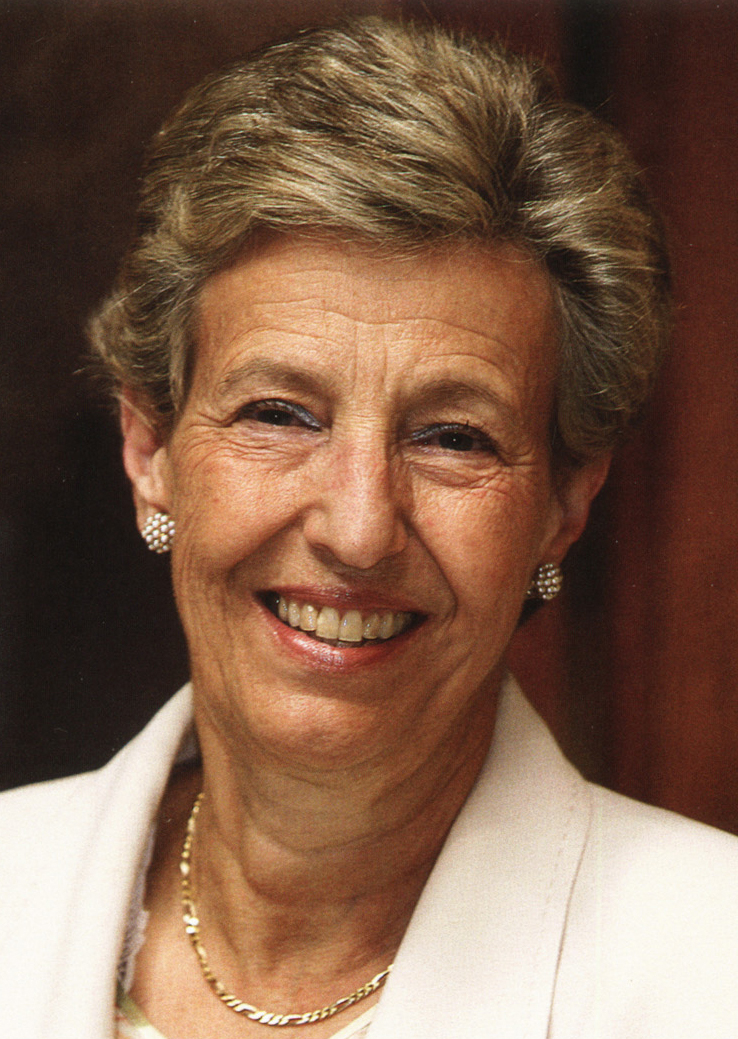
Chiara Simoneschi-Cortesi

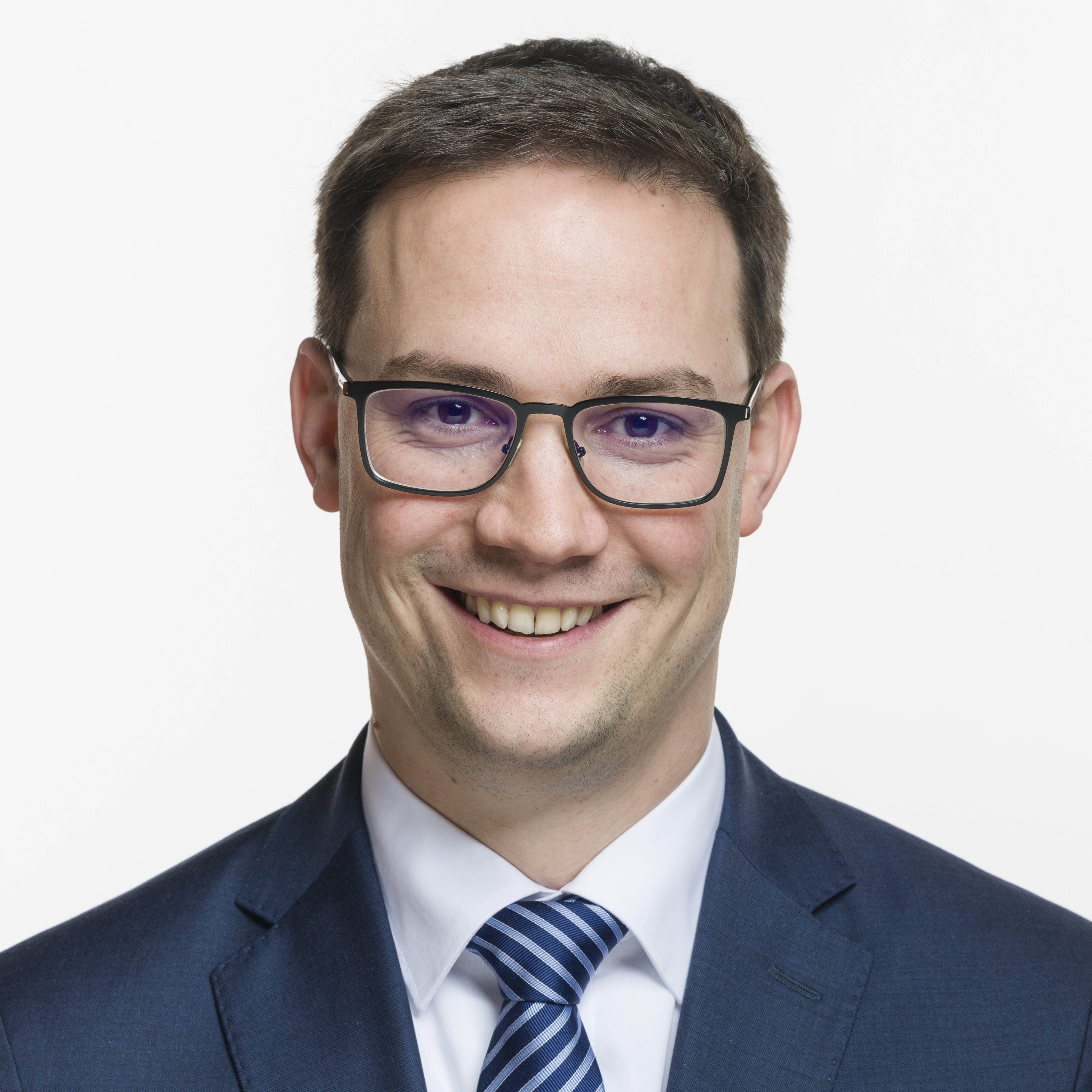
Alex Farinelli

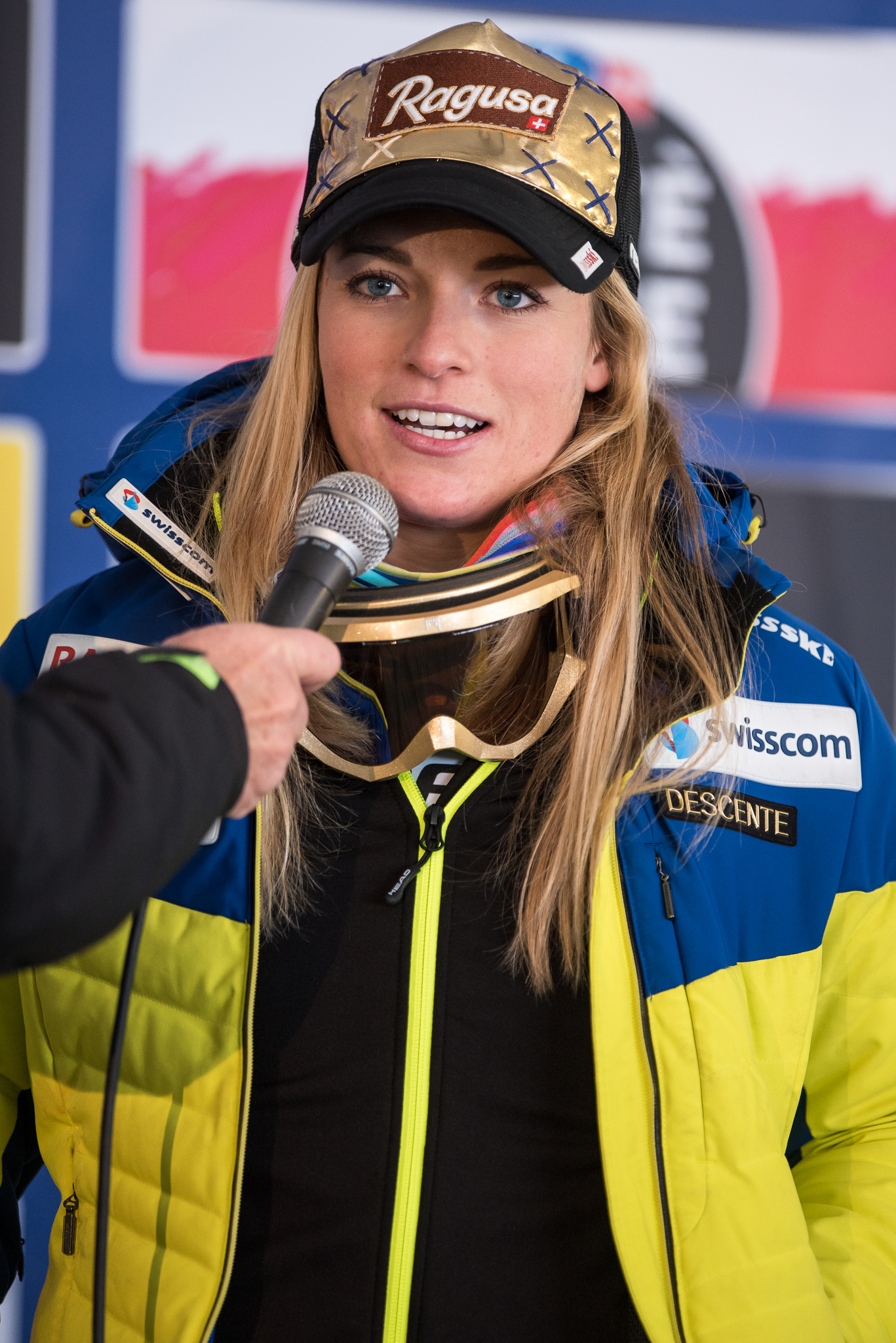
Lara Gut, Februar 2017

- Giacomo del Vicario (* um 1500 in Comano; † nach dem 1545 ebenda), von Comano, Baumeister in Lugano 1545[1]

- Familie Petrini. [2]
  - Giovan Battista Petrini (* um 1550 in Carabbia; † nach 1613 in Comano), Maler und Architekt in Comano genannt, er reiste in Deutschland und arbeitete während mehr als dreissig Jahren in Krakau für den König von Polen. Zusammen mit Giovanni Trevani baute er 1608 die Norbertinerinnenkirche in Krakau. Er war der Stammvater der Petrini von Comano.[2]
  - Giuseppe Petrini (* um 1580 in Comano; † nach 1640 ebenda), Sohn des Giovan Battista, Holzschnitzler, schuf die Chorstühle des Domes von Como[2]
  - Candido Petrini (* 1853 in Comano; † 3. April 1927 in Massagno), Priester, Pfarrer von Bioggio 1879–1904, nicht residierender Domherr der Kathedrale San Lorenzo und Rektor des grossen Seminars von Lugano 1904, Rektor, dann erster Pfarrer von Massagno 1914–1927; Geheim kämmerer des Papstes 1913[2]
  - Ugo Petrini (* 1950), Dichter, studierte italienische Literaturwissenschaft an der Universität Freiburg (Schweiz) und hat als Sekundarlehrer gearbeitet[3]

- Giovanni Antonio Marchi (* um 1580 in Comano; † nach dem 1625 ebenda ?), Stuckateur im Jahr 1625 schuf er die Stuckdekoration des Chors der Pfarrkirche von Comano[4]
- Valeriano Albicini (* 1753 in Forlì; † 1832 in Comano), Einsiedler, er zog sich 1817 in die Einsiedelei San Bernardo oberhalb Cornano[5]
- Giovanni Bizzozero (* um 1755 in Varese; † nach 1817 ebenda), Glockengiesser, er goss 1777 eine Glocke für die Pfarrkirche von Comano[6]
- Nag Arnoldi (1928–2017) Maler, Bildhauer und Grafiker
- Walter Cometta (* 9. April 1929 in Russikon) aus Arogno, Radiotelevisione-svizzera-Dienstchef, Abteilungsleiter TSI und RSI des Bereichs Technik[7]
- Ada Soldini (* 9. November 1928 in Chiasso; † 28. November 2015 in Lugano), Malerin mit Atelier in Comano[8]
- Gianfranco Arnoldi (* 1936 in Locarno ?), Konditor, Schweizer Konditor des Jahres 2013[9]
- Sebastiano Martinoli (* 1943 in Acquarossa), ehemaliger Chefarzt Chirurgie am Regionalspital Lugano, Oberst[10]
- Franco Thaler (* 28. November 1944 in Gaiserwald; † 9. September 2016 in Sorengo), TV-Filmproduzent, er wohnte in Comano[11]
- Renato Leonardi (* 1945 in Bedretto), Dozent, Dichter, ehemaliger Mittelschuldirektor, Bedrettos Ortsbürgergemeindepräsident
- Spartaco Chiesa (* 1946 in Lugano ?), Doktor der Rechte, Anwalt, ehemaliger Richter des Appellationsgerichts des Kantons Tessin, Mitglied der Schweizerische Stiftung Pro Venezia[12]
- Chiara Simoneschi-Cortesi (1946), Soziologin, Politikerin, Nationalrätin
- Marco Valli (* 1946 ? in Comano), Politiker (FDP.Die Liberalen), ehemaliger Gemeindepräsident von Comano, Ehrenmitglied der Gemeinde[13]
- Marco Borghi (* 1946 in Comano ?), Jurist, Professor an der Università della Svizzera italiana[14]
- Marie Hélène Rondi-Gay des Combes (* 28. Juni 1949 in Lugano; † 20. Mai 2016 ebenda), Schriftstellerin, wohnte in Comano[15][16]
- Filippo Martinoli (* 6. Oktober 1971 in Basel), Ökonom, Politiker (CVP), Gemeinderat von Comano[17]
- Giovanni Molo (* 18. November 1971 in Lugano), Ökonom, Rechtsanwalt, Rechtsdoktor der Universität Genf (2016), Dozent in Tax Law in der Scuola universitaria professionale della Svizzera italiana (SUPSI), Politiker (FDP.Die Liberalen)[18]
- Alex Farinelli (1981) ist ein Schweizer Politiker (FDP) und seit 2019 für den Kanton Tessin Mitglied im Nationalrat.
- Lara Gut-Behrami (1991), Skifahrerin, 2021 Weltmeisterschaft in Riesenslalom und in Super-G, sie wohnt in Comano.